# Коэффициент поглощения (оптика)
Коэффицие́нт поглоще́ния — безразмерная физическая величина, характеризующая способность тела поглощать падающее на него излучение. В качестве буквенного обозначения используется греческая {\displaystyle \alpha }.

## Определения
Численно коэффициент поглощения равен отношению потока излучения {\displaystyle \Phi }, поглощенного телом, к потоку излучения {\displaystyle \Phi _{0}}, упавшего на тело:
{\displaystyle \alpha ={\frac {\Phi }{\Phi _{0}}}.}
Сумма коэффициента поглощения и коэффициентов отражения, пропускания и рассеяния равна единице. Это утверждение следует из закона сохранения энергии.
В тех случаях, когда спектр падающего излучения настолько узок, что излучение можно считать монохроматическим, говорят о монохроматическом коэффициенте поглощения. Другое используемое в таких обстоятельствах наименование, имеющее то же значение, — поглощательная способность тела.
Если спектр падающего на тело излучения широк, то соответствующий коэффициент поглощения называют интегральным.
В общем случае значение коэффициента поглощения тела зависит как от свойств самого тела, так и от угла падения, спектрального состава и поляризации излучения.

## Коэффициент внутреннего поглощенияαi{\displaystyle \alpha _{i}}
В бо́льшей степени характеризует способность поглощать излучение материалами, а не телами. Соответственно, в отличие от коэффициента поглощения в его определении используется не падающий на поверхность тела поток {\displaystyle \Phi _{0}}, а поток {\displaystyle \Phi _{in}}, прошедший через входную поверхность тела.
Таким образом, коэффициент внутреннего поглощения {\displaystyle \alpha _{i}} определяется из соотношения:
{\displaystyle \alpha _{i}={\frac {\Phi }{\Phi _{in}}}.}
Поток {\displaystyle \Phi _{in}} при этом связан с {\displaystyle \Phi _{0}} равенством:
{\displaystyle \Phi _{in}=(1-\rho )\Phi _{0},}
где {\displaystyle \rho } — коэффициент отражения.
В общем случае, при распространении параллельного пучка излучения в среде, где одновременно имеет место поглощение и рассеяние излучения, коэффициент внутреннего поглощения связан с натуральными показателями поглощения {\displaystyle a'} и рассеяния {\displaystyle r'} соотношением:
{\displaystyle \alpha _{i}={\frac {a'}{a'+r'}}\left[1-e^{-(a'+r')l}\right],}
где {\displaystyle l} — расстояние, пройденное излучением в среде.